# Пепеляев, Евгений Георгиевич
Евге́ний Гео́ргиевич Пепеля́ев (18 марта 1918, Бодайбо — 4 января 2013, Москва) — лётчик-истребитель, командир истребительного авиаполка, наиболее результативный ас войны в Корее, Герой Советского Союза (1952).

## Биография
Пепеляев родился 18 марта 1918 года в городе Бодайбо Иркутской губернии. Окончил школу ФЗУ, первый курс Омского железнодорожного строительного техникума. В выборе пути первостепенным было влияние старшего брата — Константина, ставшего военным лётчиком, сражавшегося в составе 402-го ИАП и погибшего в воздушном бою над озером Ильмень в 1941 году. До войны, переехав в Одессу к брату, Евгений добился приёма в аэроклуб, после окончания которого поступил в Одесскую военную авиационную школу, которую окончил в 1938 году.
Служил на Дальнем Востоке (на территории села Бабстово Ленинского района Еврейской автономной области) в 300-м ИАП. Летал на самолётах И-16, ЛаГГ-3. В ноябре 1943 года был направлен на стажировку на фронт. В составе 162-го ИАП, действовавшего на Белорусском фронте, совершил 12 боевых вылетов на Як-7Б.
Летом 1945 года замкомандира 300-го ИАП капитан Пепеляев участвовал в прикрытии войск 2-го Дальневосточного фронта, действовавшего против японских вооружённых сил. Совершил здесь более 30 боевых вылетов на Як-9Т. Осенью 1945 года, после того как американские войска начали высаживаться в портах Жёлтого моря, Пепеляев будучи уже командиром 300-го ИАП был откомандирован в Северо-восточный Китай.
В декабре 1947 года окончил Высшие лётно-тактические курсы усовершенствования офицерского состава и был назначен заместителем командира 196-го ИАП, части, лётчики которой одними из первых освоили реактивные самолёты: в 1949 — Ла-15, а весной 1950 — МиГ-15. Лётный талант Пепеляева был замечен, и его привлекают для участия в авиационных парадах. В паре с военным летчиком Валентином Лапшиным, первыми в стране, они продемонстрировали так называемый встречный пилотаж на МиГ-15 — один из самых рискованных и впечатляющих видов воздушного представления, когда сближающиеся с предельной скоростью самолёты расходятся в нескольких метрах.
В 1949 году он назначен командиром 196-го истребительного авиационного полка, а на следующий год полк был направлен в Китай для участия в Корейской войне. 196-й истребительный авиаполк наряду с 17-м ИАП был лучшим по итогам боевой деятельности, добился в ходе ведения воздушных боев выдающихся результатов, его летчики сбили 108 самолётов противника, потеряв при этом 10 истребителей МиГ-15 и четверых летчиков.
Свою первую победу Пепеляев одержал в середине мая 1951 года, открыв счёт сбитых «Сейбров». За время боевых действий в Корее он сменил три МиГ-15 с бортовыми номерами 325, 925 и 760. Сам сбит не был, хотя «325» пришлось списать из-за деформаций фюзеляжа и оперения, произошедших во время воздушных боёв. С июня 1951 года Пепеляев и лётчики его полка одними из первых в стране стали летать на МиГ-15бис, новейшей машине того времени, отличавшейся более мощным двигателем ВК-1 и эффективными воздушными тормозами.
Пепеляев провел лучший бой в сентябре 1951 года, когда в численно равном бою с 8 американскими машинами лётчики ведомой им группы сбили 4 самолёта, из них 2 уничтожил он сам. 6 октября командир подбил «Сейбр», совершивший вынужденную посадку на территории, контролируемой северокорейскими войсками. В считанные часы машина была вывезена с места вынужденной посадки и вскоре эвакуирована в Союз. Это был первый захваченный «Сейбр». Цена трофея была столь высока, что, став предметом интриг, он в итоге не был засчитан Пепеляеву. Сгоряча Пепеляев сказал участникам этой истории, что за враньё их накажет Бог. В своих мемуарах он отметил, что его слова сбылись: в течение нескольких лет после этого в авиакатастрофах погибли Шеберстов, претендовавший на то, что «посадил» этот «Сейбр», его ведомый Лазутин и поддержавший их командир 176-го авиаполка Вишняков.
Всего Пепеляев совершил в Корее 108 боевых вылетов (из них 101 боевой вылет в 1951 году), в 38 воздушных боях одержал 23 победы над реактивными самолётами противника (1 F-80, 2 F-84, 2 F-94, 18 F-86 «Sabre»). Три победы он отдал своему ведомому А. Рыжкову, и они не вошли в официальный счёт Пепеляева; таким образом, официально ему были засчитаны 20 побед. Сам Пепеляев в беседе с историками воздушной войны в Корее Юрием Тепсуркаевым и Леонидом Крыловым сказал по поводу своих воздушных побед следующее: «В двенадцати я уверен. Это точно на все 100 %. Если натянуть, то, может быть, пятнадцать». По многим источникам, Е. Пепеляев одержал 23 победы. Он оспаривает место лучшего воздушного аса войны в Корее у Николая Васильевича Сутягина, у которого на счету 22 воздушные победы, поэтому вопрос, кто был лучшим в Корее и вообще лучшим в истории реактивной авиации — Сутягин или Пепеляев, —остается открытым.
Среди причин успешной боевой работы своего полка Пепеляев называет высокую работоспособность и слётанность лётчиков, совершавших по несколько тренировочных вылетов в сутки. «Керосина» на выучку не жалели, и это сторицей оправдалось в боях. Немаловажным представляется и тот факт, что полк лично курировал командующий авиацией МВО В. И. Сталин — по мнению Пепеляева, жёсткий и требовательный человек, толковый лётчик, командир почти с неограниченными возможностями.
Вспоминая рассказы отца о Корейской войне, дочь Е. Г. Пепеляева Елена отмечала, что он отдал приказ лётчикам своего полка не добивать подбитые американские самолёты и лётчиков, в то время как американцы нередко расстреливали советских лётчиков, покидавших на парашютах свои подбитые самолёты.
Указом Президиума Верховного Совета СССР от 22 апреля 1952 года за мужество и отвагу, проявленные при выполнении специального правительственного задания, полковнику Е. Г. Пепеляеву было присвоено звание Героя Советского Союза.
В 1958 году Е. Г. Пепеляев окончил Военную академию Генштаба и был назначен на должность командира 133-й истребительной авиационной дивизии, дислоцированной в Ярославле. С осени 1960 года он — начальник авиации 78-го истребительного авиационного корпуса ПВО в Брянске. В 1961 году, получив травмы при аварии самолёта, был списан с лётной службы, после чего служил на Центральном командном пункте Войск ПВО СССР. Уволен в запас в звании полковника в 1973 году.
За свою лётную жизнь полковник Пепеляев налетал более 2000 часов, освоил около 30 типов крылатых машин, среди них реактивные истребители: Як-15, Як-17, Як-25, Ла-15, МиГ-15, МиГ-17, МиГ-19, Су-9.
После демобилизации Е. Г. Пепеляев жил в Москве, работал в закрытом военно-авиационном НИИ. Умер 4 января 2013 года. Похоронен на Николо-Архангельском кладбище.

Могила Пепеляева на Николо-Архангельском кладбище Москвы.

## Награды
- Герой Советского Союза (22.04.1952)
- 2 ордена Ленина (10.10.1951, 22.04.1952)
- 3 ордена Красного Знамени (25.07.1949, 2.06.1951, 30.12.1956)
- ордена Отечественной войны 1-й (11.03.1985) и 2-й (29.09.1945) степеней
- 2 ордена Красной Звезды (1951, …)
- Медаль «За боевые заслуги» (1946)
- другие медали[4]

## Мемуары
- Пепеляев Е. Г. «Миги» против «Сейбров» = (первое издание — М.: НПП «Дельта», 2000). — М.: Яуза, Эксмо, 2005. — 76 с. — ISBN 5-699-14274-6.

## Память
В июне 2015 года в Москве на доме 66, корпус 1 по Зелёному проспекту, где многие годы жил легендарный лётчик, была установлена мемориальная доска в честь Героя Советского Союза лётчика Евгения Пепеляева. На церемонии открытия присутствовала вдова лётчика Мария Константиновна. На её месте феврале 2022 года установлена новая бронзовая мемориальная доска с барельефом Героя, автор: скульптор И. А. Бурганов.
22 августа 2022 года в городе Бодайбо, Иркутской области, где родился прославленный летчик, на территории городского парка открыт бюст в честь Героя Советского Союза летчика-аса Евгения Георгиевича Пепеляева.